# Staatliche Erfassungsgesellschaft
Die STEG – Staatliche Erfassungsgesellschaft für öffentliches Gut m. b. H. (München) war nach dem Zweiten Weltkrieg Treuhänderin von öffentlichem Gut und unterlag nicht nur der Aufsicht des Länderrates und der Landesregierungen, sondern auch der Kontrolle von Militärregierung und Armee.
Im Sommer 1946 wurde in Deutschland von den Ländern der US-Zone die „Gesellschaft zur Erfassung von Rüstungsgut m.b.H.“ (GER) gegründet. Im Spätsommer 1947 wurde diese in „Staatliche Erfassungsgesellschaft für öffentliches Gut m.b.H. (STEG)“ umbenannt. Durch die Umbenennung sollte der Charakter als staatliche Einrichtung stärker hervorgehoben werden.
Eine der Aufgaben dieser Gesellschaft war die Erfassung und zivile Verwertung von Gütern der ehemaligen Wehrmacht, später auch die der alliierten Streitkräfte. Dazu gehörten etwa Textilien, Kleidung und Schuhe. Diese sollten umgearbeitet und zu günstigen Preisen abgegeben werden. Ziel war es so Versorgungsmängel auszugleichen und Preissteigerungen entgegenzuwirken. Später wurden auch Güter in den USA erworben, die allerdings zu einem möglichst hohen Preis weiterveräußert werden sollten. Dennoch bezahlte die Wirtschaftsverwaltung für die Waren mehr Geld, als sie einnahm.
Die Waren wurden nur in den ersten Jahren nachgefragt. Spätestens nach der Währungsreform verloren sie an Bedeutung. Die STEG bestand allerdings noch bis mindestens 1953.
Kurt Magnus war Aufsichtsratsmitglied und später -vorsitzender der Gesellschaft.